# 암살자 (캐릭터 클래스)
암살자는 많은 롤플레잉 게임에서 흔히 볼 수 있는 캐릭터 클래스로, 종종 역사의 아사신이나 닌자를 대표하지만 항상 그런 것은 아니다. 이러한 캐릭터는 일반적으로 전투 능력과 강력한 은신 기술을 결합해, 장기간의 근접전에 참여하지 않고 적을 물리치는 데 특화되어 있다. 암살자는 던전 & 드래곤과 그 경쟁작을 포함한 많은 롤플레잉 게임에 처음 등장했으며 이후 비디오 게임의 등장에 영향을 미쳤다. 이들 중 다수에서 암살자 클래스는 플레이어가 도둑과 같은 다른 클래스로 진급한 후에만 쓸 수 있다.

## 역사
암살자 클래스는 1975년 던전 & 드래곤의 블랙무어 보완서에서 롤플레잉 게임에 처음 도입되었다. 유사하지만 구별되는 도둑 클래스와 동시에 도입되었다. 원래 화신에서 암살자 클래스는 도둑의 하위 클래스였다. 던전 & 드래곤 및 기타 탁상 RPG의 이후 반복에는 암살자가 독립형 클래스로 등장했다. 암살자 클래스 이름을 사용한 최초의 MMORPG는 2002년의 라그나로크 온라인이다.
1989년에 출시된 아발론: 살아 있는 전설은 온라인 텍스트 기반 멀티플레이어 롤플레잉 게임으로, 완전히 개발된 직업과 기술을 최초로 도입한 것으로 유명하며, 1999년에 암살자 전문화를 최고의 기술로 발표했다. 이는 의도치 않게 이전 던전 & 드래곤 도둑 성장 모형을 따른다. 나중에 2005년 도둑 길드에서 분리된 특정 암살자 길드를 도입했다.

## 게임 역학

### 높은 피해와 치명타
암살자 클래스는 일반적으로 짧은 시간에 많은 피해를 입히는 공격을 한다. 이러한 유형의 피해를 입히는 것을 종종 플레이어에 의한 폭딜이라고 한다. 일반적으로 암살자 플레이어가 공격 중에 자원을 소비하면 플레이어는 방어적으로 취약한 상태로 남아, 해당 자원을 되찾을 때까지 공격을 계속할 수 없으므로 "폭"이라는 별명이 붙는다. 또한 암살자는 공격이 평소보다 훨씬 더 많은 피해를 입히는 치명타로 알려진 것을 얻을 기회가 있다. 치명타는 RPG 장르에서 일반적인 게임 역학이며 게임마다 다르고 일반적으로 모든 캐릭터 클래스에 구현되지만, 암살자는 일반적으로 치명타를 기록할 가능성이 더 높은 특성과 능력을 부여받아 능력을 향상 시켜 폭딜을 입힌다.

### 시간에 따른 피해
폭딜 개념 외에도 암살자 클래스는 종종 시간에 따른 피해로 알려진 또 다른 역학으로 설계된다. 어쌔신이 물리적으로 적을 공격하지 않고 천천히 적의 체력을 소모시키는 피해이다. 이것은 독과 출혈 역학을 통해 가장 일반적으로 달성된다.

### 무력화
암살자 클래스의 주요 요소 중 하나는 적을 방해하거나 적이 현재 행동을 멈추게 하고 종종 적을 무방비 상태로 만들거나 다른 방법으로 적을 무력화시키는 능력이다. 예를 들어, 게임 길드 워에서 암살자 클래스는 상대방을 즉시 방해하거나 상대를 쓰러뜨리는 많은 기술을 부여 받는다. 또한 게임 월드 오브 워크래프트에서 도적 클래스는 적의 보복 능력을 기절시키고 제거하는 능력을 부여 받는다. 많은 게임에서 상대 플레이어가 무력화되는 동안 암살자 플레이어는 종종 공격적인 행동을 계속할 수 있다.

### 무기
많은 묘사에서 암살자 클래스는 종종 작고 가벼우며 종종 숨길 수 있는 무기를 쓰는 것으로 제한된다. 단검, 투척용 칼, 단검, 주먹 무기, 활과 권총과 같은 실제 역사적 암살과 관련된 많은 무기가 암살자 클래스와 함께 쓰인다. 또한 일부 게임에서는 플레이어가 무기와 함께 쓸 독을 만들 수 있다. 이러한 무기 유형은 종종 암살자 클래스의 게임 내 스토리 요소를 보완한다. 또한 RPG 장르의 일반적인 역학 중 하나는 무기의 크기와 관련된 강도이다. 작은 무기는 일반적으로 더 적은 피해를 주고 더 큰 무기는 더 많은 피해를 준다. 암살자 클래스는 위에서 설명한 "폭딜" 개념과 일치하도록 구성되어 있기 때문에 많은 게임 디자이너는 균형을 유지하기 위해 더 작은 무기만 쓰도록 허용한다.

### 은신
암살자 클래스의 특징은 은신 능력과 탁월한 능력을 가지고 있다는 것이다. 일반적으로 게임 역학은 암살자의 은신을 교전의 한 형태로 사용하여, 암살자가 대상과 교전하고 적이 깨닫기 전에 피해를 입힐 수 있도록 한다. 이것은 종종 암살자가 보이지 않거나 감지하기 어렵게 하는 능력과, 암살자가 목표물에 빠르게 접근할 수 있게 하는 능력을 부여함으로써 달성된다. 또한 암살자의 은밀함은 게임 이야기의 맥락에서 도둑질, 간첩 또는 기타 속임수 행위를 수행하는 데 쓰인다.

### 방어
암살자 클래스는 종종 낮은 보호값의 갑옷을 받는다. 게임 내에서 갑옷은 일반적으로 가죽과 같은 가벼운 소재로 만들어진다. 이것은 이동성을 유지하기 위해 종종 가벼운 보호 장치를 착용하는 실제 암살자를 반영한다. 이것은 또한 게임 균형 역할의 역할도 한다. 또한 암살자 클래스는 공격적인 교전에서 벗어나기 위해 회피 기술을 쓸 수 있다.

## 역할

### 게임 내 지식과 줄거리
이름과 같은 맥락에도 불구하고 암살자 클래스는 항상 사악한 성향으로 묘사되지는 않는다. 그들은 게임 내 우주에서 다양한 방식으로 볼 수 있으며 의적, 무법자, 닌자, 그리고 여성이라면 팜므 파탈을 포함한 다양한 캐릭터 원형을 채울 수 있다.

### 멀티플레이어
PvP 모드가 있는 MMORPG와 멀티플레이어 모드가 있는 다른 RPG에서 암살자 클래스는 일반적으로 물리적으로 공격하는 "유리 대포"이다. 그들은 종종 약한 목표를 공격하고, 암살자가 지속 가능한 것보다 더 오래 지속될 수 있는 조우를 피하는 데 쓰인다.

## 같이 보기
- 음유시인 (캐릭터 클래스)
- 도둑 (캐릭터 클래스)